# 안티크~서양골동양과자점~
《안티크~서양골동양과자점~ (アンティーク 〜西洋骨董洋菓子店〜)》는 2001년 10월 8일 ~ 2001년 12월 17일까지 후지 TV에서 방송된 드라마. 시간은 매주 월요일 밤 9시 ~ 9시 54분까지, 첫회·마지막회는 15분 연장하여 11시 9분까지 방송, 총 11회. 주연은 타키자와 히데아키, 시이나 깃페이, 후지키 나오히토, 아베 히로시. 평균 시청률 17.7%, 최고 시청률 18.5%를 기록하는 기염을 토한 바 있다.

## 개요
양과자점 〈안티크〉를 무대에, 견습생 칸다 에지 (타키자와 히데아키), 오너 타치바나 케이치로 (시이나 킷페이), 천재 파티시에 오노 유스케 (후지키 나오히토), 케이치로의 친구 코바야카와 치카게(아베 히로시). 이 4명이 가게를 꾸려나가면서 방문하는 손님들과 펼치는 휴먼 코미디 드라마.

## 캐스트
- 칸다 에지(20)(타키자와 히데아키)

원래는 복서로 케이크를 무척 좋아한다. 복서로서 장래를 촉망 받는 천재라고까지 명성을 얻었지만, 망막의 위험으로 은퇴. 이후 언론에서는 실종되었다.
자신의 삶에 대해 걱정하고 있었을 때, 조깅하면서 만난 주택가에 밤까지 영업하고 있는 양과자점 〈안티크〉에 들러, 케이크에 감동.그 자리에서 억척스럽게 부탁해서 견습생으로 일하게 된다.
“선생님”이라고 파티시에를 부르며 존경하지만, 오너에게는 “아저씨”, 코바야카와에게는 “카게”라고 부른다.
휴식시간에는 몸 담았던 복싱 체육관에서 상대가 되어 주기도 한다.
파란 자켓이 트레이드 마크.
- 타치바나 케이치로(35)(시이나 깃페이)

양과자점 〈안티크〉의 오너.
재벌의 후계자로, 이전까지 대기업에서 입사 이래 톱 성적을 계속 유지하는 세일즈맨으로 장래가 촉망 받았지만, 어떤 계기로 돌연 퇴사. 그 후, 양과자점의 오너가 될 결심을 한다.
양과자점을 운영하고 있지만, 정작 자신은 단 것을 싫어한다. 애주가. 9살 때 납치 당한 사건이 있어서, 지금도 트라우마. 케익은 싫어해도 케익의 설명만큼은 확실히 한다.
설득력이 있는 추리나 예상 곧잘 하지만 맞추지를 못한다. 말 많고 정이 많다.
- 오노 유스케(28)(후지키 나오히토)

훌륭한 수상 경력과 유명한 케이크점을 명성을 쌓아 올리게 한 장본인. 젊은 천재 파티시에.
천재이지만, 어느 사건이 원인으로 지금까지 가게에 모두 해고되었다. 타치바나 오너가 스카우트 해서 〈안티크〉에서 일하게 되기 전 당시에도 실직중이었다. 어떠한 이유로 여성 공포증이 있다. (원작에서는 자타 모두 인정하는 마성의 게이지만, 드라마화할 때 그 설정은 없애고, 단순 여성 공포증으로 설정.)
- 코바야카와 치카게 (35)(아베 히로시)

개점부터 〈안티크〉를 항상 감시하는 수수께끼의 남자. 후에 앤티크의 채용된다.
어릴 때부터 케이치로의 놀이상대(부하?)였다.
치카게역으로 아베 히로시가 된 것은 “이 역, 아베 밖에 없어”라고 시이나 킷페이가 추천했기 때문. 원작자도 그를 연상했다고 한다.

## 스태프
- 프로듀서 : 타카이 이치로
- 각본 : 오카다 요시카즈
- 원작 : 요시나가 후미
- 음악 : Mr. Children
- 촬영 : 키시모토 마사토
- 편집 : 타구치 타쿠야
- 조명 : 이나키 켄
- 음향효과 : 콘도 타카후미
- 미술 : 시게마츠 테루히데
- 연출 : 모토히로 카츠유키

## 부제·시청률
| 회차   | 방송 일자        | 부제 (서브 타이틀) | 엔딩곡                             | 시청률 |
| ------ | ---------------- | ------------------ | ---------------------------------- | ------ |
| 제1화  | 2001년 10월 8일  | 천사의 날개        | 優しい歌→君が好き                  | 17.1%  |
| 제2화  | 2001년 10월 15일 | 사랑의 우물        | CHILDREN'S WORLD                   | 18.2%  |
| 제3화  | 2001년 10월 22일 | 시트라스의 생일    | 旅人→youthful days                 | 18.2%  |
| 제4화  | 2001년 10월 29일 | 작은 성            | 성이 될 수 있으면                  | 16.3%  |
| 제5화  | 2001년 11월 5일  | 과거로부터 선물    | DISCOVERY                          | 17.1%  |
| 제6화  | 2001년 11월 12일 | 낯선 기억          | over                               | 18.0%  |
| 제7화  | 2001년 11월 19일 | 버려진 추억        | 星になれたら                       | 17.7%  |
| 제8화  | 2001년 11월 26일 | 고백               | 머신건을 발사해라→youthful days    | 17.1%  |
| 제9화  | 2001년 12월 3일  | 금지된 기쁨        | マシンガンをぶっ放せ→youthful days | 18.1%  |
| 제10화 | 2001년 12월 10일 | 파멸의 유전자      | 君が好き                           | 18.5%  |
| 최종화 | 2001년 12월 17일 | 끝없는 여행        | 君が好き                           | 18.5%  |

## 관련 음반
드라마 음악은 모두 일본의 인기 밴드 Mr.Children의 곡으로 사용되었다. 방송하고 있던 해에 발매된 베스트 앨범의 곡에서 주로 선택되었다.
- 주제가
  - 〈youthful days〉 - Mr.Children
- 삽입노래
  - 〈君が好き〉 - Mr.Children
  - 〈Dance Dance Dance〉 - Mr.Children
  - 〈つよがり〉 - Mr.Children
  - 〈星になれたら〉 - Mr.Children
  - 〈優しい歌〉 - Mr.Children
  - 〈Tomorrow never knows〉- Mr.Children
  - 〈ニシエヒガシエ〉- Mr.Children
  - 〈NOT FOUND〉- Mr.Children
  - 〈Everything (It's you)〉- Mr.Children
  - 〈ラララ〉- Mr.Children

## 같이 보기
- 서양골동양과자점 앤티크 : 동명의 만화를 원작으로 하여 한국에서 2008년 리메이크 된 영화.